# Pipiwai
Pipiwai ou Pīpīwai est une localité de la vallée de Te Horo située dans la région du Northland dans l'Île du Nord de la Nouvelle-Zélande.

## Situation
La ville de Whangarei est à environ 35 km vers le sud-est.
La ville de Titoki est à environ 16 km vers le sud,.

## Activité économique
Il y a peu de travail dans le secteur et la plupart des adultes vont travailler tous les jours à Whangarei ou à Dargaville.

## Marae
Le mare local nommé “Tau Henare Marae” et la maison de rencontre sont des lieux de rassemblement traditionnels de l’hapū des Ngāpuhi de Te Orewai et de Ngāti Hine (en).
Le terrain du maraé d’Omauri, localisé près de Pipiwai, est un lieu de rencontre pour l’hapū des Ngāpuhi des Ngā Uri o Puhatahi,.
Le marae de Tau Henare fonctionne dans le cadre d’un kōhanga reo.

## Éducation
L’école de « Te Horo School» est une école mixte, assurant tout le primaire, (allant de l’année 1 à 8) avec un taux de décile de 2 et un effectif de 38 élèves.

## Personnalités notables
- Taurekareka Henare, homme politique du Parti de la réforme (en)[7].